# Szczupieńcowate
Szczupieńcowate (Ctenoluciidae) – rodzina słodkowodnych ryb kąsaczokształtnych (Characiformes).

## Występowanie
Panama i Ameryka Południowa .

## Cechy charakterystyczne
Ciało wydłużone, kształtem przypominające szczupaka. Płetwa grzbietowa i odbytowa są zwykle przesunięte daleko ku nasadzie ogona. W płetwach brzusznych znajduje się osiem promieni. Długość ciała wynosi od około 25 do 70 cm. Szczupieńcowate są drapieżnikami . Ich podstawowym pokarmem są ryby.

## Klasyfikacja
Rodzaje zaliczane do tej rodziny :
Boulengerella — Ctenolucius
Typem nomenklatorycznym jest Ctenolucius.